# Одеська евакуація (1919)

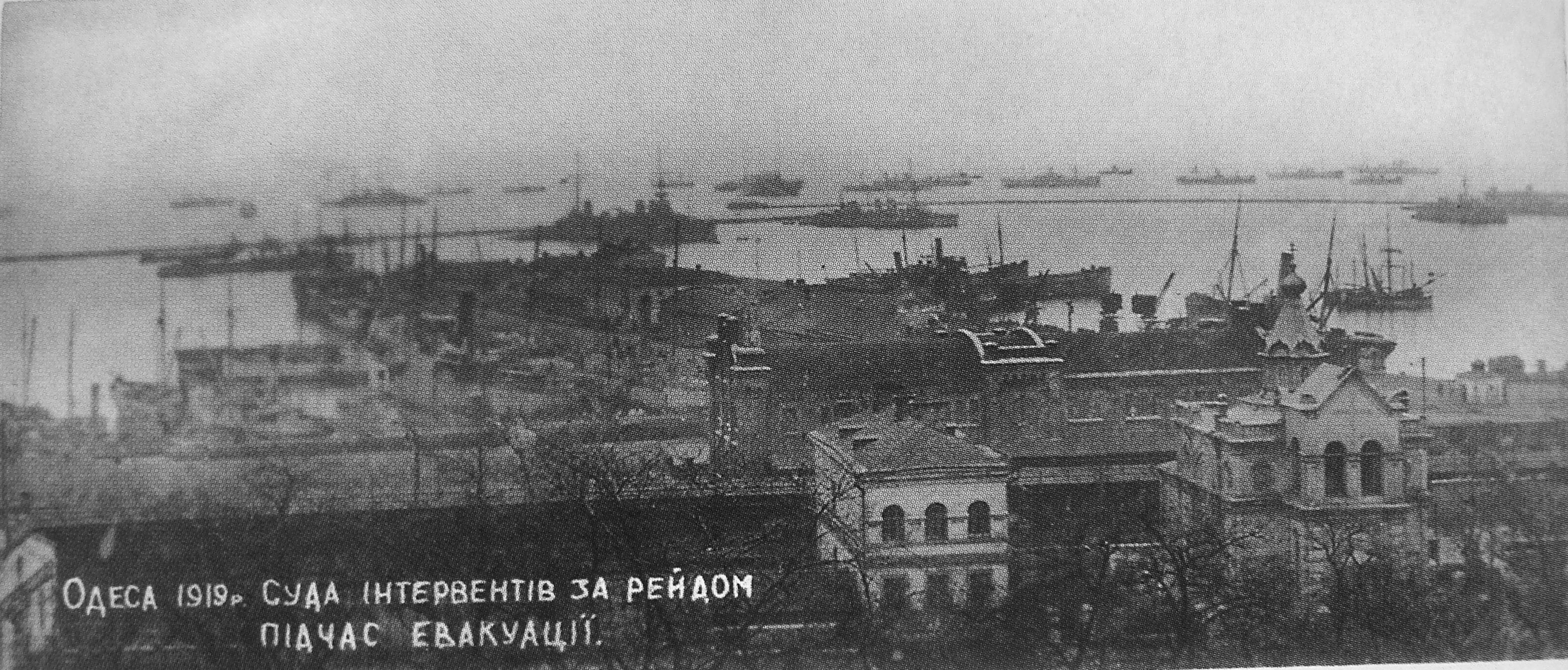
Судна на рейді та в Одеському порту у дні евакуації

План міста Одеси 1919 року

Оде́ська евакуа́ція 4—7 квітня 1919 року — евакуація у перший тиждень квітня 1919 року морем з Одеси військових контингентів, озброєнь, боєприпасів та іншого матеріального майна військ Антанти. Офіційно евакуацію було оголошено ввечері 2 квітня 1919 року і вона мала відбутися за «48 годин».
Евакуація завдала катастрофічних наслідків для російського Білого руху під час громадянської війни в Росії, місцевої адміністрації та цивільного населення, яке не побажало залишатися на територіях, що займала Червона Армія.  Історики та спостерігачі вважають, що для такої блискавичної евакуації не було жодних причин. Існують різні версії про мотиви, що спонукали французьке командування оголосити такий поспішний відхід. Хоча подробиці та механізм ухвалення рішення історикам досі не відомі, проте безсумнівно, що евакуація трапилася через політичне рішення французького уряду згорнути військову інтервенцію в колишню Російську імперію.
В результаті евакуації тодішню 600-тисячну Одесу, яку захищали військові контингенти Антанти та їхніх союзників чисельністю до двадцяти п'яти тисяч бійців, зайняли іррегулярні військові формування отамана Григор'єва, чия кількість навряд чи досягала шістьох тисяч. Переможцям дісталися великі трофеї. Престижу Франції в регіоні, так само як і ідеї прямого збройного втручання Антанти в конфлікти на території колишньої Російської імперії, було завдано істотної шкоди.

### Наукова й науково-популярна
- Варнек П. А. Гражданская война в России: Черноморский флот. — 5100 прим. — ISBN 5–17–012874–6.
- Изместьев, Ю. В. Россия в XX веке. Исторический очерк. 1894 — 1964. — ISBN 0-9616413-5-5.
- Лехович, Д. В. Деникин. Жизнь русского офицера. — 3000 прим. — ISBN 5-93494-071-6.
- Малахов В. П., Степаненко Б. А. Одесса, 1900—1920 / Люди… События… Факты…. — ISBN 966-8072-85-5.
- Михайлов В. В., Пученков А. С. Борьба политических направлений в Одессе в дни французской интервенции // Вопросы истории : журнал. — № 6. — С. 93—104.
- Рогачевский А. Пинхас Рутенберг в Одессе (по британским архивным материалам). — Т. 28. — ISBN 966-8099-99-0.
- Савченко В. А. Двенадцать войн за Украину.
- Савченко В. А., Бутоннэ П. Французское военное присутствие в Одесском районе (декабрь 1918 — апрель 1919): к вопросу о причинах неудач «южнорусской» экспедиции. — Т. 13. — ISBN 978-966-389-291-8. Архівовано з джерела 15 жовтня 2013.
- Файтельберг-Бланк В. Р., Савченко В. А. Одесса в эпоху войн и революций. 1914—1920. — ISBN 978-966-344-247-1. Архівовано жовтень 15, 2013 на сайті Wayback Machine.
- Цветков В. Ж. Белое дело в России. 1919 г. (формирование и эволюция политических структур Белого движения в России). — 250 прим. — ISBN 978-5-85824-184-3.
- Хазан В. И. Пинхас Рутенберг, Одесса, 1919 год. — Т. 7. — ISBN 966-8169-90-4. Архівовано з джерела 12 жовтня 2014.

### Мемуари та першоджерела
- Деникин А. И., Маргулиес М. С., Брайкевич М. В. Французы в Одессе. Из белых мемуаров. — 10000 прим.
- Глобачёв, К. И. Правда о русской революции: Воспоминания бывшего начальника Петроградского охранного отделения. — ISBN 978-5-8243-1056-6.
- Гурко, В. И. Изъ Петрограда черезъ Москву, Парижъ и Лондонъ въ Одессу 1917—1918 гг. // «Архивъ русской революціи». Берлин, 1924, Т. 15, стр. 5—84.
- Санников А. С. Одесские записки. — № 6.
- Шульгин В. В. Французская интервенция на юге России в 1918—1919 гг. (Отрывочные воспоминания).
- Черчиль, В. Мировой кризис. — 328 p. — 5000 прим.
- Україна. 1919 рік. Капустянський М. О. Похід Українських армій на Київ—Одесу в 1919 році. Маланюк Є. Ф. Уривки зі спогадів. Документи та матеріали. — 1000 прим. — ISBN 966-8201-05-1.

### У художній літературі
- Константин Паустовский. Начало неведомого века. // Москва, Художественная литература, 1970.
- Толстой, А. Н. Похождения Невзорова, или Ибикус. // Москва-Берлин, 1925.